# Brières-les-Scellés
Brières-les-Scellés település Franciaországban, Essonne megyében. Lakosainak száma 1218 fő (2022. január 1.). Brières-les-Scellés Étréchy, Villeconin, Boissy-le-Sec, Étampes és Morigny-Champigny községekkel határos.

## Népesség
A település népességének változása:
| Lakosok száma | 1161 | 1207 | 1237 | 1250 | 1254 | 1260 | 1282 | 1250 | 1218 |
|               | 2013 | 2015 | 2016 | 2017 | 2018 | 2019 | 2020 | 2021 | 2022 |